# Szöuli metró
A szöuli metró (hangul: 수도권 전철, Szudogvon csoncshol, RR: Sudogwon jeoncheol) a világ egyik legnagyobb metróhálózata. A 22 vonalból álló rendszer éves utasforgalma meghaladja a 2,6 milliárd főt, 2012-ben a tokiói metró után a legforgalmasabbnak számított. A hálózat Szöulon kívül érinti Kjonggi (Gyeonggi) tartomány egy részét, és eléri Dél-Cshungcshong (Chungcheong) tartomány északi területeit is. Az egyes vonal átnyúlik Incshon (Incheon)ba, Dél-Korea harmadik legnagyobb városába, keresztezve az önálló incshoni (incheoni) metrót. Az egyes vonalakat több különböző tulajdonos üzemelteti: az 1–9 vonalakat a szöuli önkormányzat, illetve megosztva az állami vasút, öt vonalat egyedül a vasút, a többit pedig magántársaságok.
A szöuli metró kapcsolatot teremt az incshon (incheon)i és a kimphói (gimpói) repülőtérrel, valamint átszállási lehetőségeket biztosít a KTX-re, az ország nagysebességű vasútvonalára is. 2013 decemberéig a világ leghosszabb metróhálózata volt, 537 kilométerrel, ekkor átvette tőle a címet a sanghaji metró. A szöuli metró a világ technikailag egyik legfejlettebb hálózata, mely mobiltelefon-vételt és ingyenes Wi-Fi-kapcsolatot is biztosít az utasoknak.

## Története
Szöul tömegközlekedését az 1960-as években a villamosok és az autóbuszok szolgálták ki, azonban a szűk utcák és a növekvő népesség miatt egyre gyakoribbá váltak a közlekedési dugók. A város 1966-ban megválasztott polgármestere, Kim Hjonok (Kim Hyon-ok) szorgalmazta az 1899 óta működő villamospálya felszedését és helyette egy metró építését, amit azonban a kormányban többen is elleneztek, az instabil gazdasági helyzetre hivatkozva. Kim utódja, Jang Theksik (Yang Taek-sik) terjesztette elő a metró konkrét tervét, amit az elnök, Pak Csong Hi (Park Chung-hee) először elvetett, majd Korea Japánba delegált nagykövetének, I Hurak (Lee Hoo-rak)nak a közbelépése nyomán mégis elfogadott.
A szöuli metróhálózat első vonalának építése így 1971-ben kezdődött meg, japán gazdasági és technikai segítséggel. Ázsiában Japán és Észak-Korea után Dél-Korea lett a harmadik ország (Szöul pedig a negyedik város), amelyik metróépítésbe fogott. A tokiói metróhoz való hasonlóság megjelenik a szöuli metróhálózaton is, már az első vonal a vasút-metró kapcsolatra épült: az elővárosi vonatok befutnak a metróalagútba. Az első vonalat 1974-ben nyitották meg, majd az 1980-as, és az 1990-es években egyre intenzívebbé vált a metróépítés.
A metróhálózat Szöulon túl a szöuli agglomerációba tartozó számos települést szolgál ki, köszönhetően részben a vasút-metró kapcsolatnak. A fejlesztések ma is tovább folynak, több építkezés zajlik egyszerre továbbra is közvetlenül a hálózaton, de előfordulnak a metró által indukált más kötöttpályás fejlesztések is az agglomerációban.
A vonalakat színnel és számmal egyaránt megkülönböztetik egymástól, a városi forgalomban résztvevő, a nemzeti vasúttársaság, a Korail üzemeltetésében levő vonalak az 1-es kivételével nevet viselnek.
2007 decemberében egy járművezető hasmenéstől szenvedve a jármű ablakán kihajolva próbált könnyíteni magán, kiesett rajta, és egy másik szerelvény elgázolta. 2008 januárjában bejelentették, hogy a legtöbb vezetői fülkébe telepíteni fognak vécét, és megnövelik az állomásokon található illemhelyek számát is.
A szöuli metró legforgalmasabb 2-es vonalán 2014 májusában két metrókocsi összeütközött, több mint 200 fő sérült meg könnyebben a balesetben, súlyos sérülés nem történt. A balesetet a biztonsági jelzőrendszer meghibásodása okozta.

### A vonalak építése
A dél-koreai főváros első metróvonala (a Koraillel közösen működtetett szakaszokat is beleszámítva) ma a leghosszabbnak számít Dél-Koreában. A vonal teljes hossza 200,6 km, melyet a metróvonal vasúthoz való kapcsolódási pontjainak köszönhet. Az eredetileg vörös, ma sötétkék színnel jelzett vonal központi eleme egy, 1974. augusztus 15-én átadott, 7,8 km hosszú alagútszakasz, melyen keresztül a Korail szerelvényei átmérős viszonylatkialakítással tudnak áthaladni a belváros alatt. A föld alatt a szerelvények 1500 V DC, a föld felett pedig 25 000 V AC ellátásúak, ami japán jellegzetesség. Az első vonal alagútja nem fúrással készült, hanem árkot ástak, amibe aztán beleépítették az alagutat, ez a módszer jóval olcsóbb.
A vonal három fő ágból áll, letérképezi a Szöult övező agglomeráció jó részét. 2014-es adatok szerint az északi ágon a vonatok Szojoszan (Soyosan)ig, a délin Sincshang (Sinchang)ig, a nyugati ág pedig Incshon (Incheon)ig közlekedik, keresztezve az incshoni (incheoni) metrót. A vonal déli irányban rendelkezik egy további rövid, egy megállós oldalággal Kvangmjong (Gwangmyeong)ba. A viszonylat túlnyomó hányadát a Korail üzemelteti, ennek megfelelően a szerelvények bal oldalon közlekednek. A belváros alatti alagút a Seoul Metro társaság kezelésében van. A vonalon személy és gyorsított, nem mindenhol megálló vonatok egyaránt közlekednek.
Szöul második metróvonalát 1978-ban kezdték építeni, a teljes átadásra 1984 májusában került sor. A vonalat eredetileg Jongpho (Yongpo) és Vangsimni (Wangsimni) közé tervezték, azonban a polgármester az utolsó pillanatban egy körgyűrű építése mellett döntött. Az 1990-es években nagyszabású bővítés kezdődött meg, 1990 és 1996 között 33,5 kilométerrel bővült a hálózat az első négy vonalon. Ugyanebben az időben a város megkezdte négy másik vonal építését is, és megalakult az ezeket üzemeltető Seoul Metropolitan Rapid Transit, mely 1995 és 2000 között fokozatosan adta át az 5–8 vonalakat. A Seoul Metro Line9 Corporation által üzemeltetett 9-es vonalat – mely a Kimphói repteret köti össze Kangnam (Gangnam)mal – 2009-ben nyitották meg.
A 100%-ban Korail által üzemeltetett metróvonalak közül a Pundang (Bundang) vonalat 1994-ben adták át, a Jungang (Csungang) vonalat 2005-ben, a Kjongi (Gyeongui) vonalat 2009-ben, a Kjongcshun (Gyeongchun) vonalat 2010-ben, a Szuin (Suin) vonalat pedig 2012-ben. Az átadás óta szinte mindegyiket bővítették. 2014. december 27-én megtörtént a Kjongi (Gyeongui) vonal egyesítése a Csungang (Jungang) vonallal, létrehozva az új Kjongi–Csungang (Gyeongui–Jungang) vonalat.
Az incshoni (incheoni) nemzetközi repülőteret a központi Szöul állomással összekötő AREX vonalat 2010-ben nyitották meg a teljes távon.
A Sinbundang vonalat 2011-ben nyitották meg, ezt volt Dél-Korea első teljesen automatizált, vezető nélküli metróvonala. Az Incshon metróvonal 1 1999-ben készült el, az U vonal 2012-ben, az Everline pedig 2013-ban. Az Everline 2014 szeptembere óta számít hivatalosan is a szöuli metró részének, az U vonal pedig 2014 decembere óta. Ezeket a vonalakat más-más cégek üzemeltetik. Az Ui LRT vonalat 2017. szeptember 2-án adták át.
2017-ben a Kulturális Örökségvédelmi Hivatal kulturális örökséggé nyilvánította az 1974-ben a szöuli metró által először üzembe állított vonatot. Ugyanebben az évben a Seoul Metro és a Seoul Metropolitan Rapid Transit Corporation összeolvadtak.
2018. június 16-án átadták a Szohe (Seohae) vonalat Szosza (Sosa) és Vonsi (Wonsi) között 12 állomással. 2020. szeptember 12-én összevonásra került a Szuin (Suin) és a Pundang (Bundang) vonal, és megkezdte működését a Szuin–Pundang (Suin–Bundang) vonal.

## Hálózata
| Vonal neve                         | Vonal neve koreai nyelven | Kezdő állomás                             | Végállomás(ok)                                                                                 | Állomások száma | Teljes hossz (km)                | Üzemeltető                       | Tulajdonos                                         |
| ---------------------------------- | ------------------------- | ----------------------------------------- | ---------------------------------------------------------------------------------------------- | --------------- | -------------------------------- | -------------------------------- | -------------------------------------------------- |
|                                    |                           |                                           |                                                                                                |                 |                                  |                                  |                                                    |
| 1-es vonal                         | 1호선                     | Szojoszan (Soyosan)                       | Incshon (Incheon) / Sincshang (Sinchang) / Kvangmjong (Gwangmyeong) / Szodongthan (Seodongtan) | 98              | 192,8 (Korail) 7,8 (Seoul Metro) | Korail / Seoul Metro             | Dél-Korea / Szöul                                  |
| 2-es vonal                         | 2호선                     | Városháza / Szongszu (Seongsu) / Sindorim | Városháza / Sinszol-tong (Sinseol-dong) / Kkacshiszan (Kkachisan)                              | 51              | 60,2                             | Seoul Metro                      | Szöul                                              |
| 3-as vonal                         | 3호선                     | Tehva (Daehwa)                            | Ogum (Ogeum)                                                                                   | 44              | 19,2 (Korail) 38,2 (Seoul Metro) | Korail / Seoul Metro             | Dél-Korea / Szöul                                  |
| 4-es vonal                         | 4호선                     | Tanggoge (Danggogae)                      | Oido                                                                                           | 48              | 40,4 (Korail) 31,7 (Seoul Metro) | Korail / Seoul Metro             | Dél-Korea / Szöul                                  |
| 5-ös vonal                         | 5호선                     | Panghva (Banghwa)                         | Szangil-tong (Sangil-dong) / Macshon (Macheon)                                                 | 51              | 52,3                             | Seoul Metro                      | Szöul                                              |
| 6-os vonal                         | 6호선                     | Ungam (Eungam)                            | Sinne (Sinnae)                                                                                 | 39              | 36,4                             | Seoul Metro                      | Szöul                                              |
| 7-es vonal                         | 7호선                     | Csangam (Jangam)                          | Puphjong-ku cshong (Bupyeong-gu cheong)                                                        | 51              | 57,1                             | Seoul Metro                      | Szöul / Pucshon (Bucheon) / Incshon (Incheon)      |
| 8-as vonal                         | 8호선                     | Amsza (Amsa)                              | Moran                                                                                          | 17              | 17,7                             | Seoul Metro                      | Szöul                                              |
| 9-es vonal                         | 9호선                     | Kehva (Gaehwa)                            | Veteránkórház                                                                                  | 38              | 40,9                             | Seoul Metro Line9 Corporation    | Szöul / Seoul Metro Line9 Corporation              |
| AREX                               | 공항철도                  | Szöul (Seoul) állomás                     | Incshoni (Incheoni) nemzetközi repülőtér 2                                                     | 14              | 63,8                             | Korail Airport Railroad          | Dél-Korea                                          |
| Kjongi–Csungang (Gyeongui–Jungang) | 경의·중앙선               | Munszan (Munsan)                          | Csiphjong (Jipyeong)                                                                           | 55              | 121,7                            | Korail                           | Dél-Korea                                          |
| Kjongcshun (Gyeongchun) vonal      | 경춘선                    | Cshongnjangni (Cheongnyangni)             | Cshuncshon (Chuncheon)                                                                         | 24              | 81,3                             | Korail                           | Dél-Korea                                          |
| Szuin–Pundang (Suin–Bundang) vonal | 수인분당선                | Cshongnjangni (Cheongnyangni)             | Incshon (Incheon)                                                                              | 63              | 104,5                            | Korail                           | Dél-Korea                                          |
| Sinbundang vonal                   | 신분당선                  | Kangnam (Gangnam)                         | Kvanggjo (Gwanggyo)                                                                            | 12              | 31,3                             | Sinbundang Line & NeoTrans       | Dél-Korea / Sinbundang Line & NeoTrans             |
| Incshon (Incheon) 1                | 인천 1호선                | Kjejang (Gyeyang)                         | International Business District                                                                | 29              | 29,4                             | Incheon Transit                  | Incshon (Incheon)                                  |
| Incshon (Incheon) 2                | 인천 2호선                | Komdan Orju (Geomdan Oryu)                | Unjon (Unyeon)                                                                                 | 27              | 29,2                             | Incheon Transit                  | Incshon (Incheon)                                  |
| EverLine                           | 용인 경전철               | Kihung (Giheung)                          | Csonde (Jeondae)–Everland                                                                      | 15              | 18,1                             | Yongin Rapid Transit Corporation | Jongin (Yongin) / Yongin Rapid Transit Corporation |
| U vonal                            | 의정부 경전철             | Palgok (Balgok)                           | Thapszok (Tapseok)                                                                             | 15              | 11,1                             | Uijeongbu LRT Corporation        | Idzsongbu (Uijeongbu) / Uijeongbu LRT Corporation  |
| Kjonggang vonal                    | 경강선                    | Phangjo (Pangyo)                          | Jodzsu (Yeoju)                                                                                 | 11              | 54,8                             | Korail                           | Dél-Korea                                          |
| Ui LRT                             | 우이신설선                | Pukhanszan Ui (Bukhansan Ui)              | Sinszol-tong (Sinseol-dong)                                                                    | 13              | 11,4                             | Ui Trans Corporation             |                                                    |
| Szohe (Seohae) vonal               | 서해선                    | Szosza (Sosa)                             | Vonsi (Wonsi)                                                                                  | 12              | 23,3                             | Korail, Sosawonsi Co., E-Rail    | Dél-Korea                                          |
| Kimpho Goldline                    | 김포골드라인              | Kimphói (Gimpói) repülőtér                | Jangcshon (Yangchon)                                                                           | 10              | 23,7                             | Seoul Metro                      | Kimpho (Gimpo)                                     |
| Összesen:                          | Összesen:                 | Összesen:                                 | Összesen:                                                                                      | Összesen:       | 1160,1                           |                                  |                                                    |

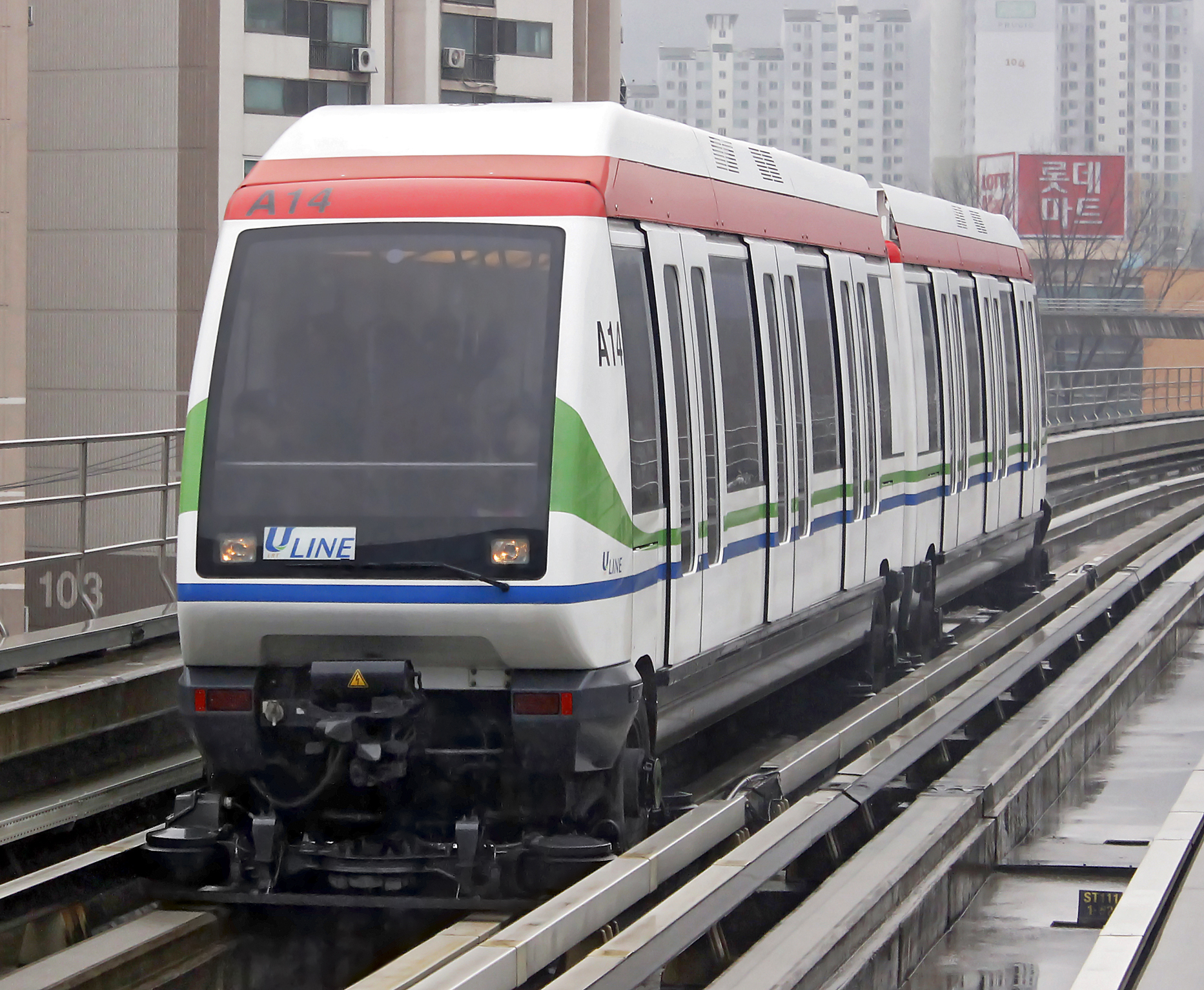
Az U vonalon közlekedő VAL208-as vonat
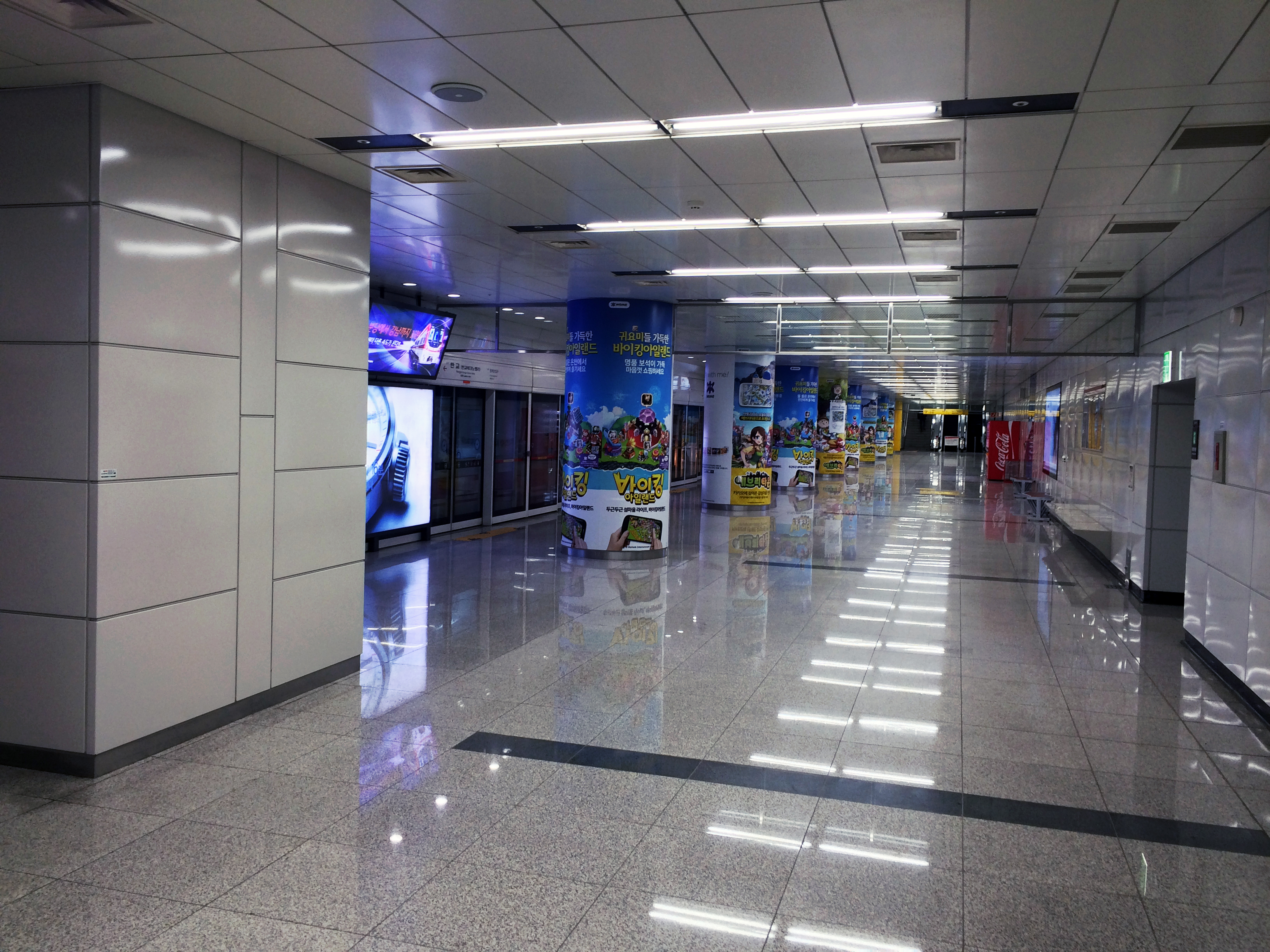
Phangjo (Pangyo) állomás a Sinbundang (Shinbundang) vonalon
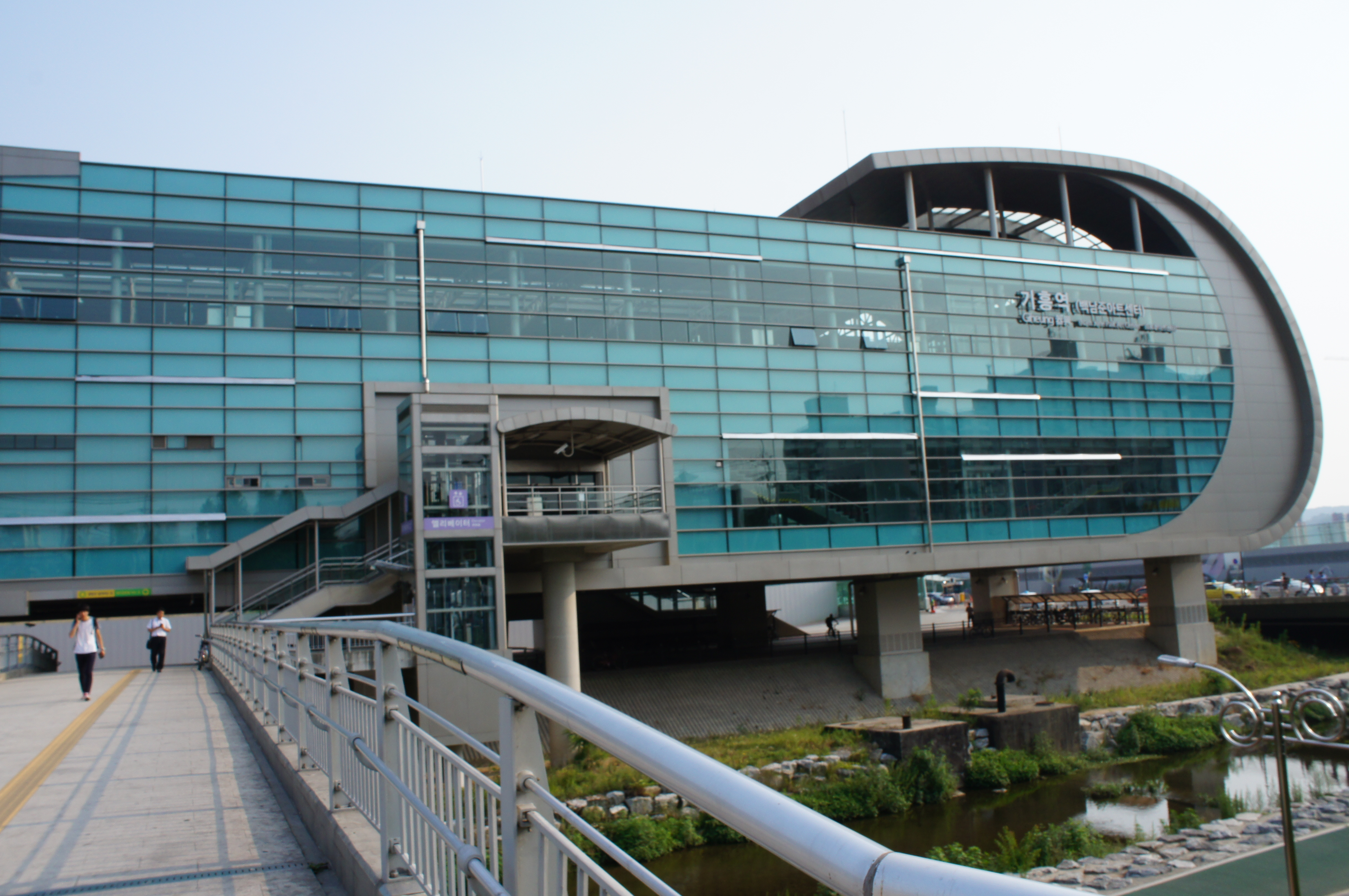
Kihung (Giheung) állomás az Everline vonalon
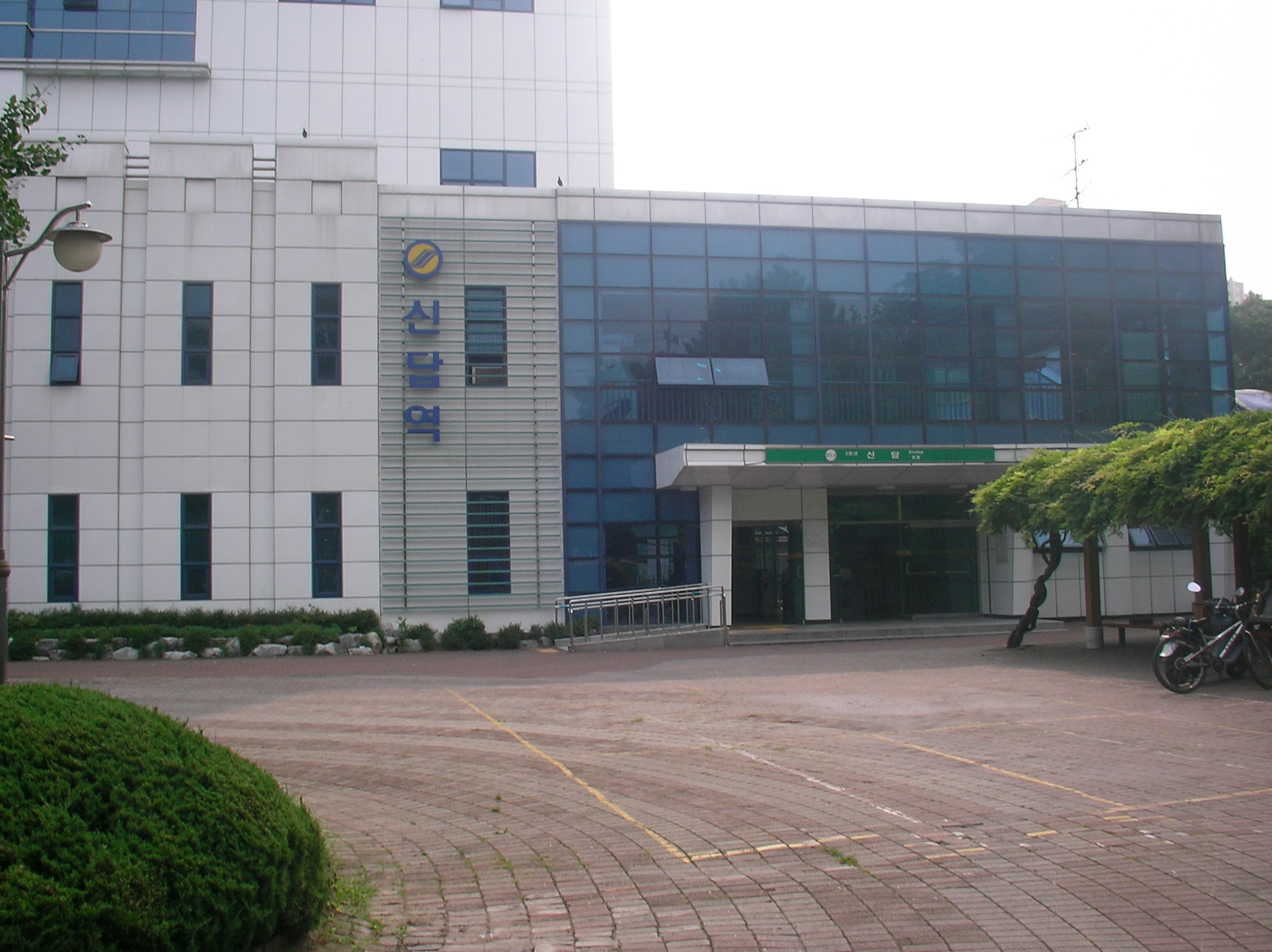
Sindap állomás a 2-es vonalon
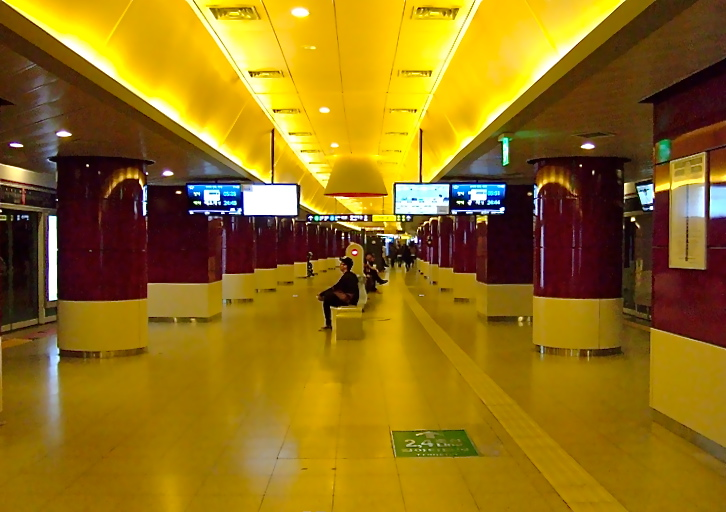
Tongdemun (Dongdaemun) történelmi és kulturális park állomás az 5-ös vonalon
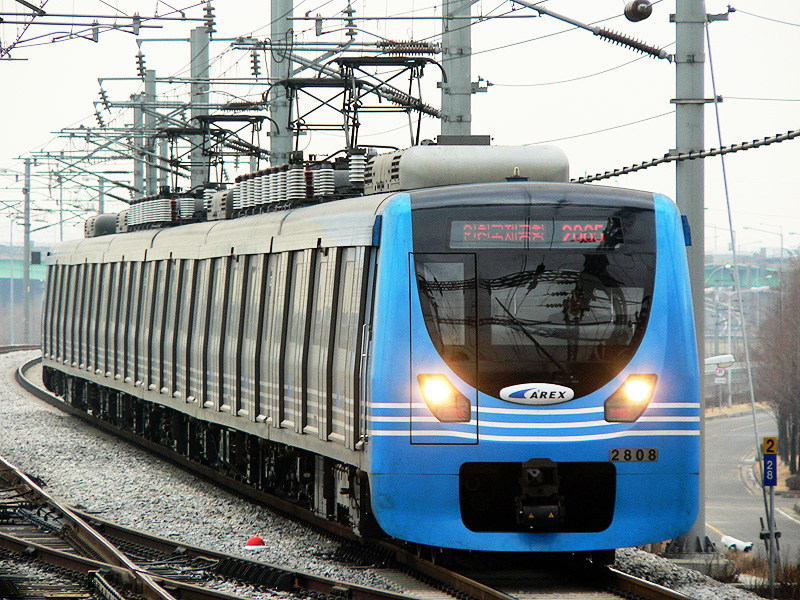
Az AREX vonalon közlekedő szerelvény

## Fejlesztések
A szöuli metrót fokozatosan fejlesztik. Kisebb változtatások, egyes új megállók átadása mellett nagyobb fejlesztések is zajlanak.
2018-ra terveztek elkészülni a kimphói (gimpói) metróval, ennek végállomása a Kimpho (Gimpo) repülőtér, és számos más vonalhoz csatlakozik.
A magántársaság által üzemeltetett Sinbundang vonalon egészen 2020-ig tartottak a fejlesztések, szakaszosan hosszabbították meg a vonalat.

## Járműpark

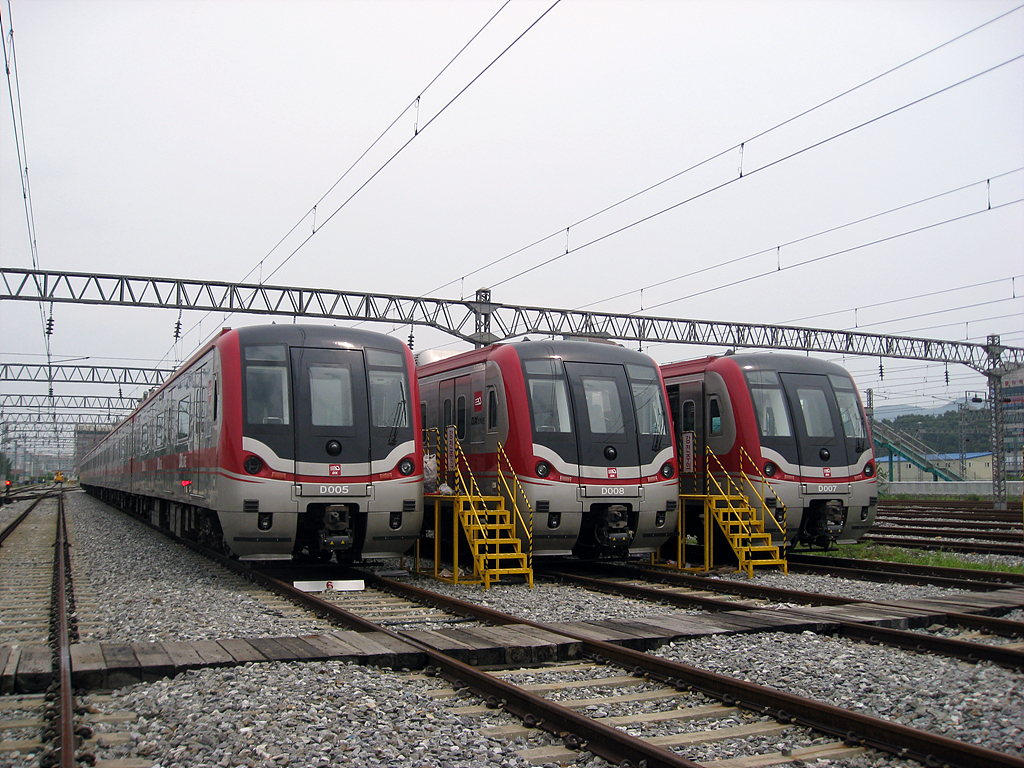
A Sinbundang vonal vezető nélküli Hyundai Rotem vonatai

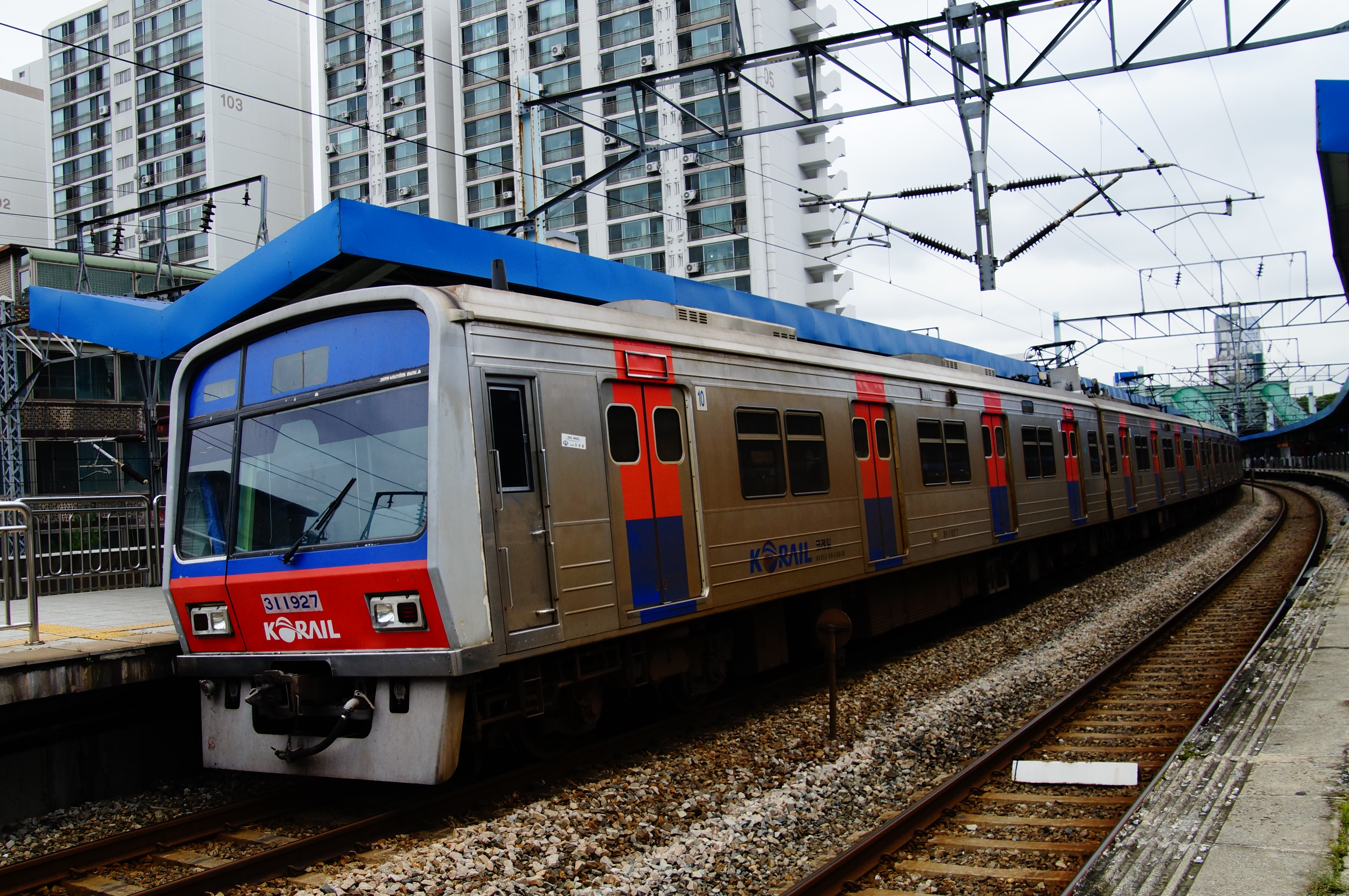
Korail Class 311000 típusú Hyundai Rotem vonat az 1-es vonalon

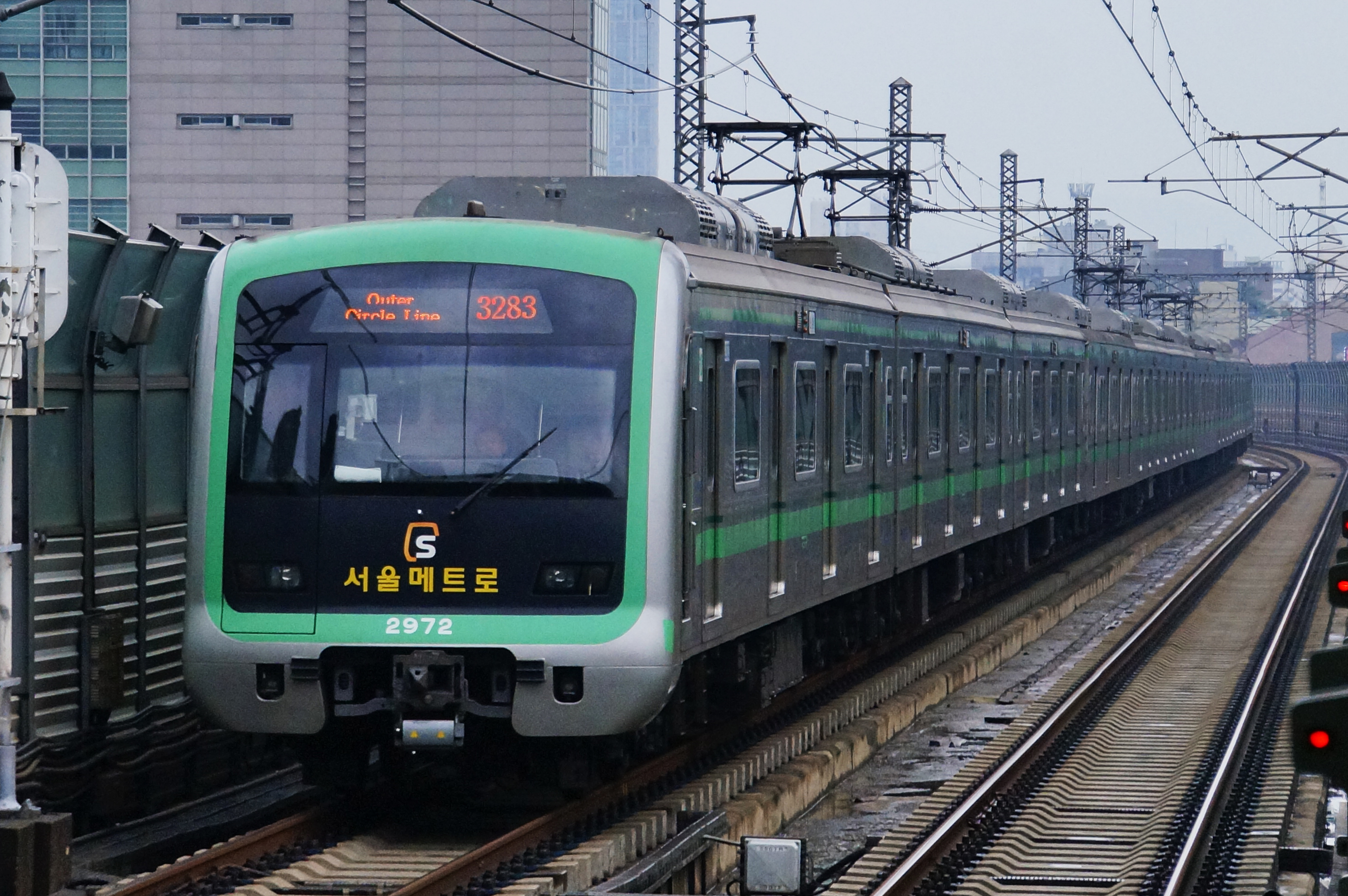
Seoul Metro 2000 típusú Hyundai Rotem vonat a 2-es vonalon

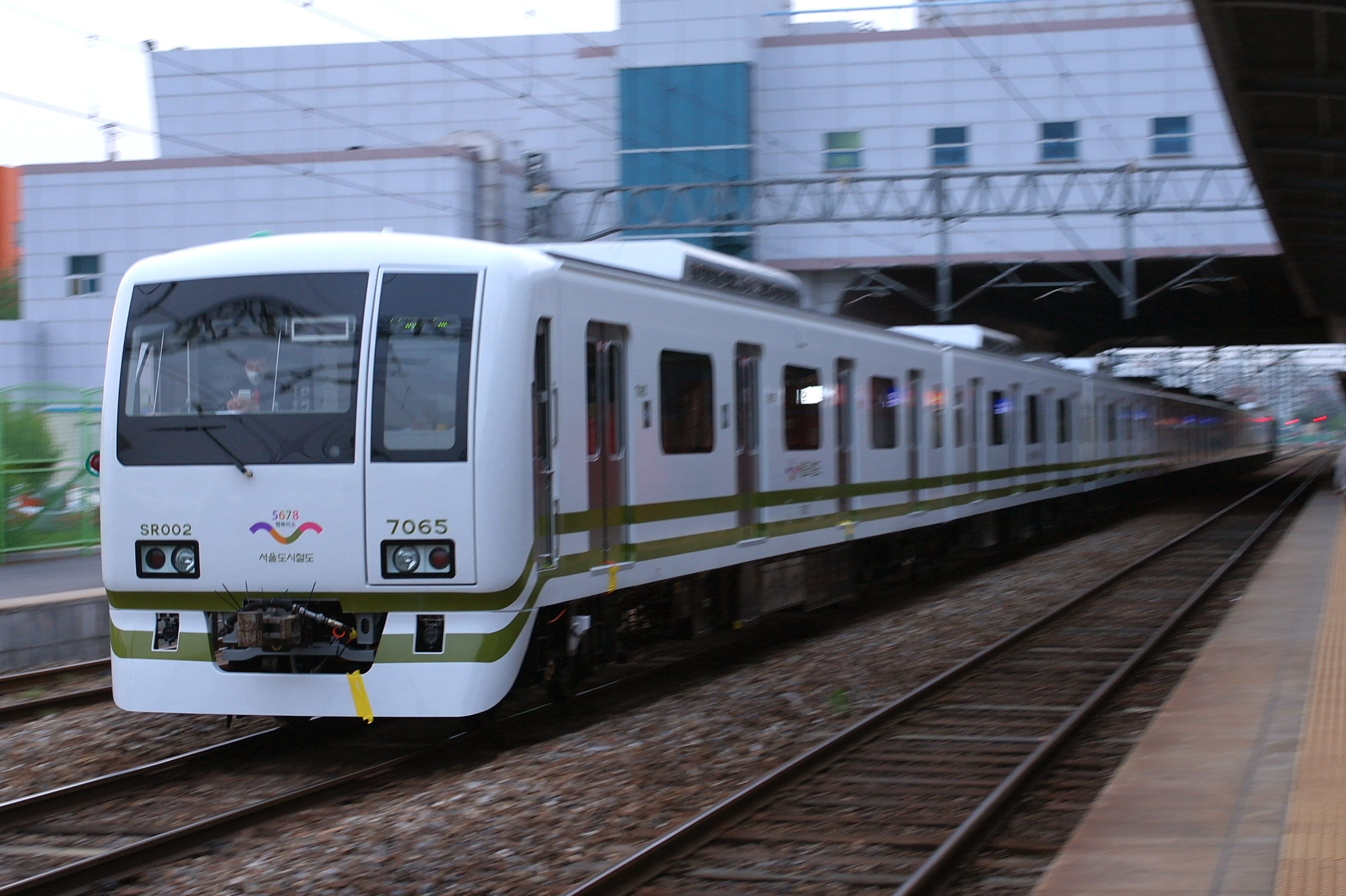
SMRT EMU SR002 típusú Rowin vonat a 7-es vonalon

A Seoul Metro által üzemeltetett első négy vonalon 1954 kocsi közlekedik (egyenáramú szaggatós, frekvenciaváltós és ellenállásvezérléses egyaránt), öt depó található, az új típusú frekvenciaváltós kocsikat a Hyundai Mobis, a Hyundai Rotem, a Daewoo Heavy Industries és a Hyundai Precision Industry gyártotta; a Seoul Metropolitan Rapid Transit Corporation által üzemeltetett 5–8 vonalakon 1616 kocsi fut és 6 depó található. A 7-es vonalon Rowin Corp által gyártott vonatokat üzemeltetnek. A külön társaság által felügyelt 9-es vonalon 144 kocsi közlekedik, a Korail vonalain összesen 2445, az Incshon (Incheon) vonalon pedig 272. A Sinbundang vonalon, a 9-es vonalon és az incshoni (incheoni) metróvonalon a Hyundai Rotem kocsijai közlekednek, a Sinbundang vonalon 72 darab vezető nélküli távvezérlésű vonat jár. Az Everline vonalon Bombardier Advanced Rapid Transit járművek közlekednek, az U vonalon pedig VAL208-as vonatok. Az Ui LRT és a Kimpho (Gimpo) Goldline vonalakon a Hyundai Rotem járművei közlekednek.

### Kocsiszínek
| Vonal                              | Kiszolgáló depók                                                                            | Kiszolgáló depók |
| ---------------------------------- | ------------------------------------------------------------------------------------------- | --- |
| 1-es vonal                         | Seoul Metro: Kundzsa (Gunja) depó, Szongdong-ku (Seongdong-gu), Szöul                       | Korail: Kuro (Guro) állomás, Kuro-ku (Guro-gu), Szöul Pjongdzsom (Byeongjeom) állomás, Hvaszong (Hwaseong), Kjonggi (Gyeonggi) Mangu állomás, Csungnang-ku (Jungnang-gu), Szöul |
| 2-es vonal                         | Seoul Metro: Kundzsa (Gunja) depó, Szongdong-ku (Seongdong-gu), Szöul                       | Seoul Metro: Sindzsong (Sinjeong) depó, Jangcshon-ku (Yangcheon-gu), Szöul |
| 3-as vonal                         | Seoul Metro: Csicshuk (Jichuk) depó, Togjang-ku (Deogyang-gu), Kojang (Goyang)              | Seoul metro: Szuszo (Suseo) depó, Kangnam-ku (Gangnam-gu), Szöul |
| 4-es vonal                         | Seoul Metro: Csicshuk (Jichuk) depó, Togjang-ku (Deogyang-gu), Kojang (Goyang)              | Seoul Metro: Cshangdong (Changdong) depó, Novon-ku (Nowon-gu), Szöul Korail: Oido állomás, Sihung (Siheung), Kjonggi (Gyeonggi)                                                 |
| 5-ös vonal                         | Koduk-tong (Goduk-dong), Kangdong-ku (Gangdong-gu), Szöul                                   | Panghva-tong (Banghwa-dong), Kangszo-ku (Gangseo-gu), Szöul |
| 6-os vonal                         | Sinne-tong (Sinnae-dong), Csungnang-ku (Jungnang-gu), Szöul                                 | |
| 7-es vonal                         | Tobong-tong (Dobong-dong), Tobong-ku (Dobong-ku), Szöul                                     | Cshonvang-tong (Cheonwang-dong), Kuro-ku (Guro-gu), Szöul |
| 8-as vonal                         | Moran állomás, Szongnam (Seongnam), Kjonggi (Gyeonggi)                                      | |
| 9-es vonal                         | Kehva (Gehwa) állomás, Kangszo-ku (Gangseo-gu), Szöul                                       | |
| AREX                               | Jongju (Yongyu), Incshon (Incheon)                                                          | |
| Kjongi–Csungang (Gyeongui–Jungang) | Munszan (Munsan) állomás, Phadzsu (Paju), Kjonggi (Gyeonggi)                                | |
| Kjongcshun (Gyeongchun) vonal      | Phjongne–Hophjong (Pyeongnae–Hopyeong) állomás, Namjangdzsu (Namyangju), Kjonggi (Gyeonggi) | |
| Pundang (Bundang) vonal            | Ori állomás, Szongnam (Seongnam), Kjonggi (Gyeonggi)                                        | |
| Szuin (Suin) vonal                 | Oido állomás, Sihung (Siheung), Kjonggi (Gyeonggi)                                          | |
| Sinbundang vonal                   | Ori állomás, Szongnam (Seongnam), Kjonggi (Gyeonggi) (a Pundang (Bundang) vonal depója)     | Kvanggjo (Gwanggyo) állomás, Szuvon (Suwon) |
| Incshon (Incheon) 1                | Kjulhjon (Gyulhyeon) állomás, Incshon (Incheon)                                             | |
| Incshon (Incheon) 2                | Kumdan Orju (Geummdan Oryu)                                                                 | |
| EverLine                           | Cshoin-ku (Cheoin-gu), Jongin (Yongin), Kjonggi (Gyeonggi)                                  | |
| U vonal                            | Thapszok (Tapseok) állomás, Jonghjon-tong (Yonghyeon-dong), Idzsongbu (Uijeongbu)           | |
| Kimpho Goldline                    | Kimpho Hangang (Gimpo Hangang)                                                              | |

## Biztonsági rendszer

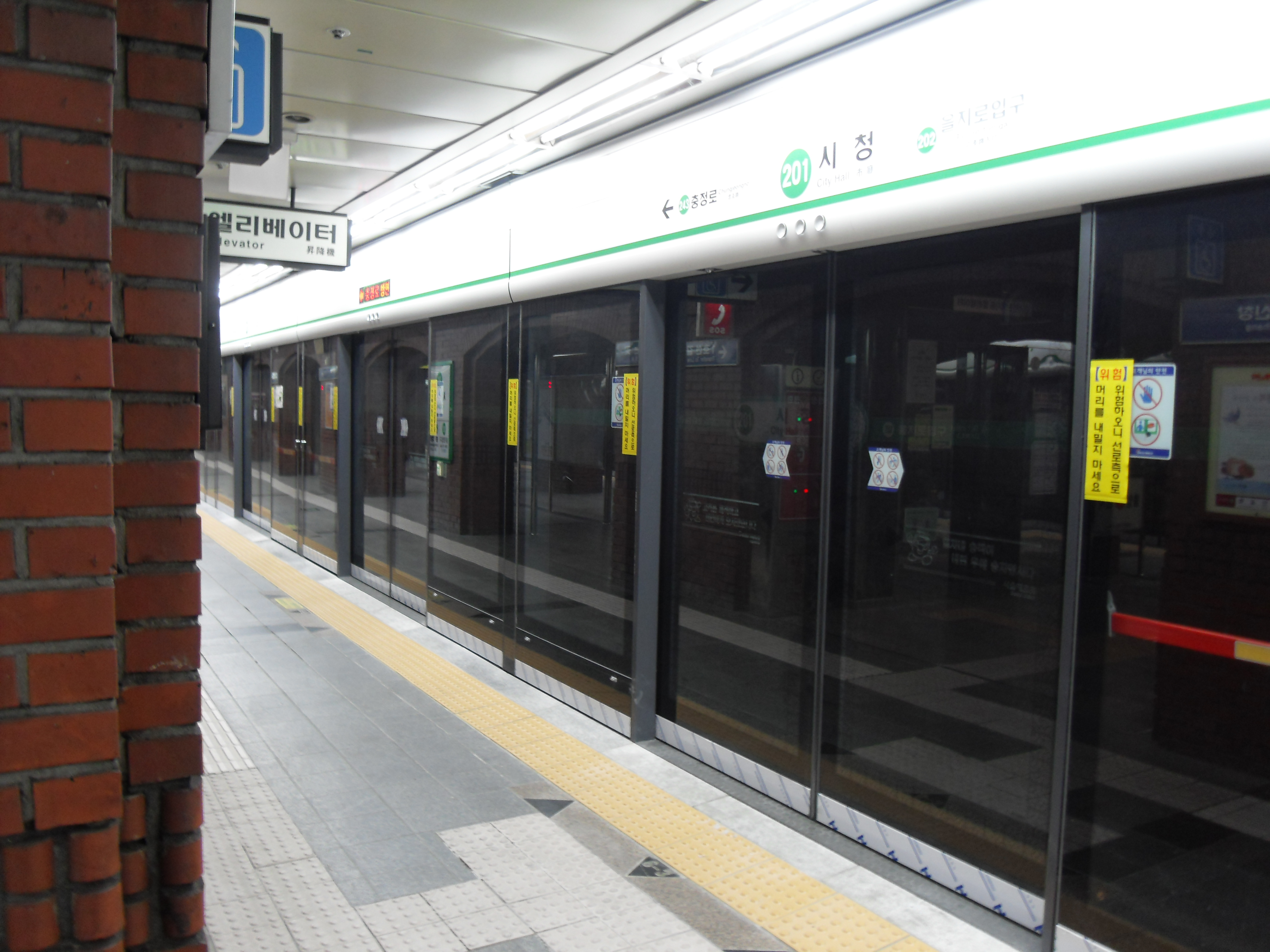
Automata peronkapuk a Városháza állomáson

A szöuli metró 1-es és 2-es vonalán automatikus vonatmegállító berendezés (ATS) működik, a 3-as és 4-es vonalon pedig automatikus vonatbefolyásoló rendszert használnak ATC biztosítóberendezéssel. Az 5-8 vonalakon ATC és ATO működik. A 9-es, Sinbundang, Everline és az U vonalak vezető nélkül, automata vezérléssel működnek (ATP/ATO). Az incshoni (incheoni) 1-es vonalon ATS-rendszer működik, a Korail által üzemeltetett vonalakon pedig ATC/ATP. A szöuli metróállomások nagy része automata peronkapukkal felszerelt.
A szöuli metró területén kamerarendszer működik, de ezen felül az üzemeltetők számos más eszközzel igyekeznek növelni az utasok biztonságérzetét. Egy mobilapplikáció segítségével például a metró Wi-Fi-hálózatát használva azonnal lehet értesíteni a rendőrséget metrókocsiban történt bűncselekmény esetén.

## Akadálymentesítés

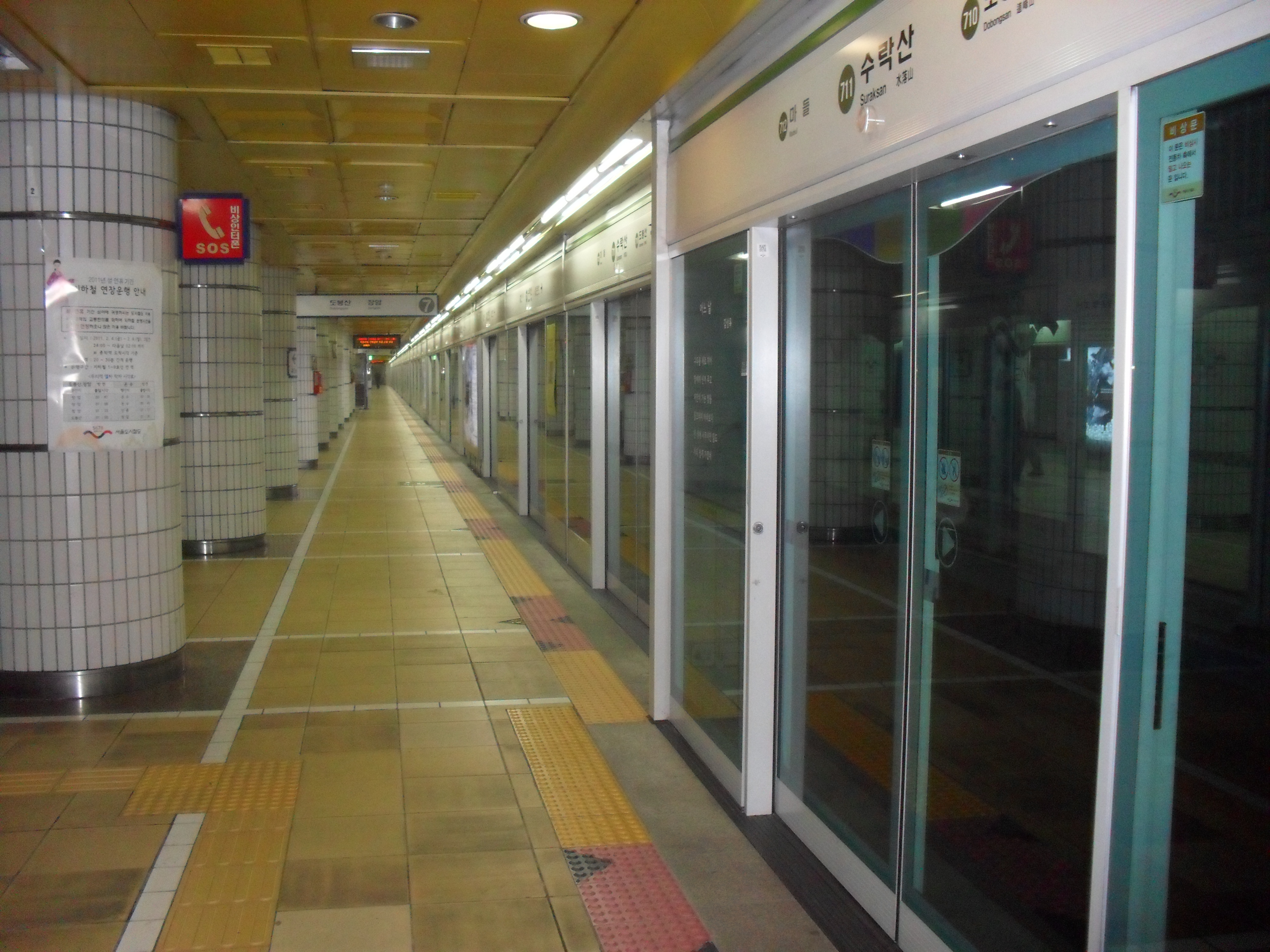
Tapintható burkolat a Szurakszan (Suraksan) állomáson

A szöuli metró állomásainak egy része akadálymentesített, azaz felszerelt a fogyatékossággal élő utasok fogadásához is, több helyen van lift, mozgólépcső, külön mosdó, kerekesszék-emelő, útjelzés tapintható burkolattal, audio- és vizuális tájékoztatás, kerekes székkel használható beléptetőkapu is, a vonatok pedig szinte kivétel nélkül képesek kerekes széket szállítani, a platformok is ennek megfelelően vannak kialakítva. Bár a metró számos állomása akadálymentesített, kisebb vagy régebbi állomásokon még nem történt meg az átalakítás, de itt is elérhetőek emelő szerkezetek, melyeket az állomás személyzete kezel. A metró, illetve a szöuli önkormányzat weboldala tájékoztatást ad az egyes állomások felszereltségéről, az adott szerkezet, létesítmény pontos helyéről térkép segítségével.

## Menetrend
A szöuli metró körülbelül 5:00–5:40-től 01:00-ig jár, az egyes megállók közötti távolság 2-3 perc. A menetrend vonalanként változik, valamint hétvégén és ünnepnapokon is más. A járatok gyakorisága vonal- és állomásfüggő, a két perctől akár a fél óráig terjedhet napszaktól és időszaktól (például ünnepnap) függően.

## Jegyrendszer

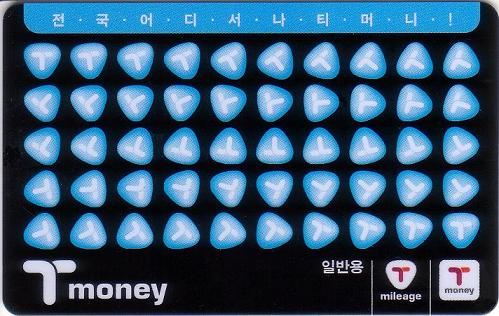
T-Money kártya

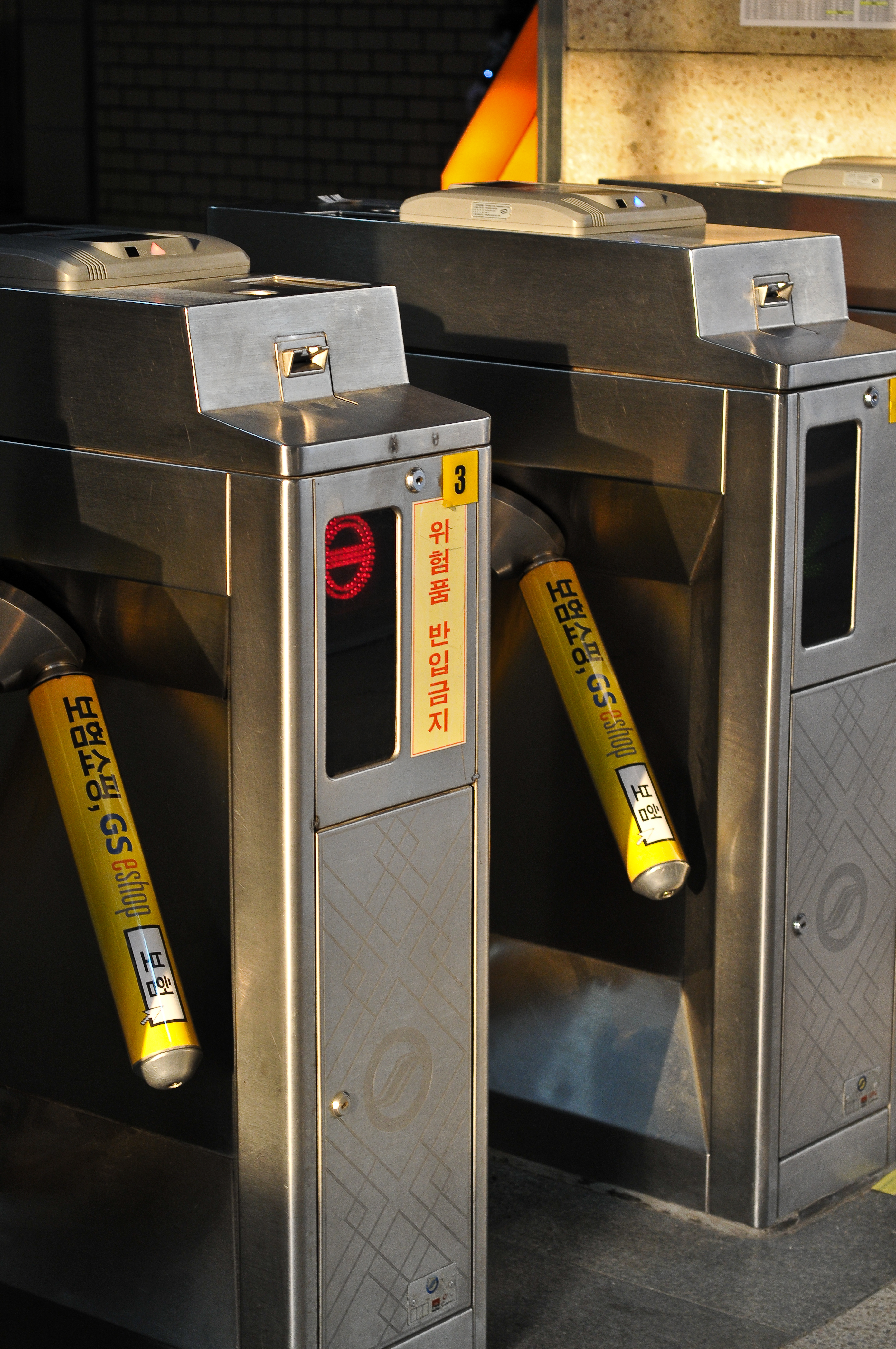
Beléptetőkapu a 2-es vonalon

A szöuli metróhálózaton alapdíj van 10 kilométerig, melyet követően 10 és 50 kilométer között 5 kilométerenként 100 vont kell fizetni, 50 kilométer felett 8 kilométerenként újabb 100 vont vonnak le. 65 év felettiek és 6 év alattiak részére ingyenes az utazás.
| Alapdíj (10 km)                          | 19 év felett | 13 és 18 év között | 6-12 év között |
| ---------------------------------------- | ------------ | ------------------ | -------------- |
| T-Money                                  | 1250 von     | 720 von            | 450 von        |
| Vonaljegy                                | 1350 von     | 1250 von           | 450 von        |
| Információ frissítve: 2023. augusztus 1. |              |                    |                |

A T-money kártyák újratölthető kártyák, melyekkel olcsóbb az utazás. 2500 vonért kaphatóak kihelyezett automatáknál és egyes üzletekben. A kártya Deluxe verziója a megtett kilométerek után pontgyűjtési lehetőséget is kínál. A kártya a metrón kívül más közlekedési eszközökön is felhasználható, például buszokon, vonatokon, távolsági buszjáratokon és taxik esetében is. Szöulon kívül Kjonggi (Gyeonggi) tartományban, Tedzson (Daejeon)ban, Incshon (Incheon)ban, Tegu (Daegu)ban és Puszan (Busan)ban is ilyen kártyát használnak. A T-Money applikáció formájában is használható NFC-s fizetéshez.
A T-Money mellett elérhető az M-PASS kártya is, mely a szöuli 1-9 metróvonalakra, az incshoni (incheoni) metróvonalra, az AREX vonalra, személyvonatokra és a szöuli helyi érdekű vasutakra érvényes (a Sinbundang vonal kivételével). A kártya 20 utazást tesz lehetővé egy nap, 1, 2, 3, 5 és 7 napos verzióban kapható. A kártya T-Money-kompatibilis, így amennyiben megfelelő kredit található rajta, a leutazott 20 utazást követően T-Money-ként funkcionálva lehet tovább használni, akár üzletekben való vásárlásra is. Az egynapos kártya 10 000, a hétnapos 59 500 vonba kerül.
A szöuli tömegközlekedési jegyrendszert a világ legjobbjának nevezték meg 2015-ben.
2023 nyarán a metró 1–9 vonalait üzemeltető Seoul Metro bejelentette, hogy átalakítják a fizetési rendszert, az NFC fizetés mellett bevezetik majd a bluetooth alapú fizetést is, ahol is a rendszer az utas telefonjának bluetooth jele alapján a készülék melletti elhaladáskor automatikusan levonja az utazás árát, így nem kell érinteni a telefont vagy a kártyát.
2024 januárjában a város bevezette a Climate Card (klímakártya) nevű fizikai és digitális utazási kártyát, mely 62 000 von (won)ba kerül és 30 napig korlátlan utazást kínál a szöuli metró rendszerében (kivéve a Sinbundang vonalat) és megkötésekkel az elővárosi közlekedésben. A kártyákat a Szöulon belüli buszjáratokon is elfogadják.